# Jordan Faganel
Jordan Faganel, slovenski general, * 7. december 1926, Vrtojba, † 28. december 1987, Beograd.

## Življenjepis
Jordan se je rodil očetu Antonu in materi Regini, rojeni Gorjan. Pred drugo svetovno vojno je bil delavec, nato pa je leta 1943 vstopil v partizane. Leta 1964 je v Beogradu končal višjo vojaško letalsko akademijo in šolo ljudske obrambe v JLA ter postal komandant letalskega polka. Kasneje je postal načelnik vojaške letalske akademije, nato pa je bil do upokojitve direktor zvezne uprave za civilno letalstvo. Ob upokojitvi je imel vojaški čin generalpodpolkovnika.